# Iwan Żebieniew
Iwan Nikołajewicz Żebieniew (późniejsze nazwisko Władimir Nikołajewicz Garin, ros. Иван Николаевич Жебенев, Владимир Николаевич Гарин; ur. 1896 w Charkowie, zm. w kwietniu 1940) – funkcjonariusz radzieckich służb specjalnych, starszy major bezpieczeństwa państwowego.

## Życiorys
Do 1913 uczeń szkoły w Charkowie, 1914-1917 służył w rosyjskiej armii.
W latach 1917–1918 był członkiem Czerwonej Gwardii. Członek komitetu rewolucyjnego i powiatowy komisarz finansów w Złotonoszy, od lutego 1919 należał do RKP(b), od kwietnia 1919 kierownik wydziału Oddziału Specjalnego Czeki 13 Armii, od sierpnia 1919 szef wojskowego punktu kontrolnego, 1919-1920 szef oddziału przy sztabie tyłu Oddziału Specjalnego 12 Armii, 1920 inspektor-organizator Oddziału Specjalnego 14 Armii, p.o. szefa sekcji i zastępca szefa tego Oddziału. W 1921 szef sekcji podolskiej gubernialnej Czeki i Tajnej Sekcji Operacyjnej Oddziału Specjalnego Kijowskiego Okręgu Wojskowego oraz zastępca szefa Oddziału Specjalnego Kijowskiego Okręgu Wojskowego oraz szef Wydziału Zagranicznego (INO) Oddziału Specjalnego tego okręgu, od lipca 1922 do lutego 1923 szef Tajnej Sekcji Operacyjnej i p.o. szefa Podolskiego Gubernialnego Oddziału GPU oraz szef Podolskiego Pogranicznego Oddziału OGPU. Od lutego 1923 do 1 sierpnia 1925 szef Sekcji Tajno-Operacyjnej Odeskiego Gubernialnego Oddziału GPU, od 1 sierpnia 1925 do 30 stycznia 1926 szef okręgowego oddziału GPU w Chersoniu, od 16 marca 1926 zastępca szefa Oddziału Specjalnego Ukraińskiego Okręgu Wojskowego, później zastępca szefa Wydziału Kontrwywiadowczego GPU Ukraińskiej SRR i zastępca szefa Oddziału Specjalnego Ukraińskiego Okręgu Wojskowego. Od 6 marca 1929 do 16 sierpnia 1930 zastępca pełnomocnego przedstawiciela OGPU Kraju Syberyjskiego, od kwietnia 1929 do sierpnia 1930 szef okręgowego oddziału GPU w Nowosybirsku, od 16 sierpnia 1930 do 12 listopada 1931 zastępca pełnomocnego przedstawiciela OGPU Kraju Wschodniosyberyjskiego, od 12 listopada 1931 do 2 marca 1933 zastępca pełnomocnego przedstawiciela OGPU Kraju Północnokaukaskiego. Od 2 marca 1933 do 10 lipca 1934 pełnomocny przedstawiciel OGPU Tatarskiej ASRR, od 15 lipca 1934 do 9 listopada 1936 szef Zarządu NKWD Tatarskiej ASRR, od 29 listopada 1935 starszy major bezpieczeństwa państwowego, od 8 grudnia 1936 do 16 czerwca 1938 zastępca szefa Zarządu NKWD obwodu leningradzkiego, od 16 sierpnia 1938 do 30 grudnia 1939 szef Zarządu Sorokskiego Poprawczego Obozu Pracy NKWD (Karelska ASRR). Pochowany na Cmentarzu Nowodziewiczym w Moskwie.

## Odznaczenia
- Order Czerwonego Sztandaru (23 lutego 1928)
- Medal jubileuszowy „XX lat Robotniczo-Chłopskiej Armii Czerwonej” (22 lutego 1938)
- Odznaka "Honorowy Funkcjonariusz Czeki/GPU (V)" (1926)
- Odznaka "Honorowy Funkcjonariusz Czeki/GPU (XV)" (20 grudnia 1932)